# Skleroplastika
Skleroplastika je kirurški postupak koji se koristi za smanjenje ili zaustavljanje daljnjeg makularnog oštećenja uzrokovanog visokom kratkovidnošću, koji često može biti degenerativan.

## Visoka kratkovidnost
Kratkovidnost je jedna od vodećih uzroka sljepoće u svijetu. Ona je uzrokovana i genetskim i okolišnim čimbenicima, kao što su mehanička istezanje, prekomjeran rad oka i akomodacije,i povišenog očnog tlaka. Degenerativnu kratkovidnost, također poznatu kao maligna, patološka ili progresivna miopija, karakterizira istezanja i stanjivanje (barem 25,5 mm do 26,5 mm)stražnjeg dijela bjeloočnice i visoka refrakcijska greška, najmanje -5 do -7,5 dioptrija s godišnjim povećanjem.
Također može biti promjene u fundusu, uključujući i stražnji stafilom, uzrokovane rastom oka pozadi i gubitkom sferičnog oblika. Kako proširenje oka ne napreduje jednakomjerno, na slabim točkama u oku može doći do nenormalne protruzije uvee.
Staphyloma obilježava stanjivanje skleralnih kolagenih snopova i smanjivanjem broja kolagena stratuma. To korelira s velikim stražnjim temporalnim otjecanjem. Curtin je opisao pet varijacija, na temelju veličine, oblika,i promjene u izgledu vidnog živca i mrežnice, ali stražnji tip je najčešći. Kako se stražnji staphylom povećava, korioidno tkivo postaje tanko i Brucheova membrana počinje pucati, stvarajući lezije nazvane lake pukotine. Neovaskularizacija se može pojaviti, uzrokujući prodiranje krvnih žila kroz pukotinu i curenje u prostor ispod sloja fotoreceptora stanica. Ova krvarenja mogu dovesti do ožiljaka i makularne degeneracije, uzrokujući prividno postupno pogoršanje. Ako se ne liječi, može uzrokovati visoku kratkovidost, retinalno odvajanje, glaukom, i veći rizik od katarakte.

## Povijest
Stanje stražnjeg staphyloma u visokoj kratkovidnosti je prvi put opisao Scarpa u 1800. godini. Spekulacije o pojačanju oka počela su u 19. stoljeću, kada je Rubin napomenuto da je pojačanje bjeloočnice "vjerojatno jedina od svih kirurških tehnika [za kratkovidnosti] koja pokušava ispraviti uzrok,prije nego efekt".Postupcima, u ranoj književnosti, je cilj skraćivanje duljine očne jabučice resecirajući prsten bjeloočnice od ekvatora oka. Kasniji postupci su usmjereni na mijenjanje aksijalne duljine oka, sprečavajući istezanje i staphylomsko napredovanje stavljanjem transplantata u stražnji dio oka. Godine 1930., Shevelev je predložio ideju transplantacije fascije late za pojačanje bjeloočnice. Curtin je promovirao upotrebu presađivanja donatorske bjeloočnice za pojačanje. Godine 1976., Momose je prvi uveo Lyoduru, materijal izveden i obrađen lješ dure mater. U ovom trenutku, više različitih kirurga su napravili izmjene postojećih tehnika. Snyder i Thompson su promijenili tehnike pojačanja i imali pozitivne rezultate, dok su drugi, kao što su Curtin i Whitmore, izrazili nezadovoljstvo svojim negativnim zaključcima.

## Svrha
Operacija ima za cilj pokrivanje stanjenog stražnjeg pola s materijalom za potporu, da izdrži očni tlak i spriječi daljnje napredovanje stražnjeg staphyloma.Naprezanje je smanjeno, iako šteta od patološkog procesa ne može biti poništena. Do zaustavljanja progresije bolesti, vizija se može održavati ili poboljšati.

## Metode u kirurgiji
Postoje tri osnovne tehnike, u daljnjem tekstu, u obliku slova: X, Y, i jednom potpora trakom. U obliku slova X i Y, ruke izlažete riziku da budu povučene medijalno, što može vršiti pritisak na očni živac i može dovesti do atrofije očnog živca. U samoj potpora traci, materijal pokriva stražnji pol okomito između optičkog živca i hvatanja donjeg kosog mišića. Često je, ova metoda poželjna, jer je najlakši način za plasman, daje najšire područje potpore, i smanjuje rizik od smetnji optičkog živca.

## Materijali
Mnogi različiti materijali su korišteni u prošlosti, uključujući i fasciju latu, Lyodura (liofilizirana ljudska Dura), Gore-Tex, Zenoderm ( dermis svinjske kože), životinjskih tetiva i donatorske ili kadaverične sklere. Mislilo se da ljudska bjeloočnica nudi najbolju potporu, kao i Lyodura, koja je biološki kompatibilna s očnom jabučicom i ima dostatne vlačne čvrstoće. Umjetne materijale, kao što su najlon ili silikon, nisu predložili. Bjeloočnice od lješ-a ili životinjskih tetiva pokreću rizik da budu odbijena.

## Postupak
Iako je bilo mnogo promjena, Thompsonov se postupak često koristi kao osnova. Prvo, konjunktive i Tenonova kapsula su uklesane oko 6 mm od limbusa rožnice. Lateralni, superiorni i inferiorni ravni mišići su odvojeni pomoću strabizam kuka. Vezno tkivo tada je odvojeno od stražnjeg pola, kao i inferiorni kosi mišić. Traka od materijala je prošla ispod odvojehi mišića, i gurnuta duboko prema stražnjem polu. Oba kraja trake su prošla medijalni ravni mišić i sašivena za bjeloočnicu na medijalnoj strani od superiornog i inferiornog ravnog mišića. Konjunktive i Tenonova kapsula su onda zatvorene zajedno.

## Komplikacije
Dugoročne komplikacije su obično rijetke, ali kratkotrajne komplikacije mogu uključivati: chemosis, choroidealni edem ili krvarenje, oštećenje vrtloga vene, probleme prolazne pokretljivivosti.

## Kontroverzije
Skleroplastika nije trenutno popularna u Sjedinjenim Državama, te nema dovoljno objavljenih kliničkih studija. Donatorsku bjeloočnicu je teško nabaviti i pohraniti, a umjetni materijali se još uvijek testiraju. Ovaj postupak je mnogo više popularan u drugim zemljama, kao što je bivši Sovjetski Savez i Japan. Tu je također kontroverzija u vezi s tim u kojoj fazi razvoja ovaj postupak treba izvesti. Neki ulažu silu da se napravi što je prije moguće da spriječe napredak u djece. Drugi smatraju da postupak treba učiniti samo u slučajevima gdje je visoka kratkovidnosti označena s makularnim promjenama. Nadalje, različiti kirurzi imaju određene kriterije koji pacijenti moraju ispuniti kako bi mogli otići na operaciju.